# Limnophis bangweolicus
Espèce
Synonymes
- Helicops bangweolicus Mertens, 1936
- Limnophis bicolor bangweolicus (Mertens, 1936)

Limnophis bangweolicus est une espèce de serpent de la famille des Colubridae.

## Répartition
Cette espèce se rencontre :
- dans l'est de l'Angola ;
- au Botswana ;
- dans l'ouest de la République démocratique du Congo ;
- en Zambie ;
- en Namibie.

## Publication originale
- Mertens, 1936 : Eine neue Natter der Gattung Helicops aus Inner-Afrika. Zoologischer Anzeiger, vol. 114, p. 284-285.